# دریتان آبازوویچ
دریتان آبازوویچ (مونته‌نگروئی: Дритан Абазовић، آلبانیایی: Dritan Abazoviq ; متولد ۲۵ دسامبر ۱۹۸۵) یک سیاستمدار مونته‌نگرویی است که در آوریل ۲۰۲۲به عنوان نخست‌وزیر مونته‌نگرو مشغول به کار شد. او که یک آلبانیایی‌تبار است، رهبری حزب اقدام اصلاحات متحد را بر عهده دارد. او قبلاً به عنوان معاون نخست‌وزیر در کابینه زدراوکو کریوکاپیچ از سال ۲۰۲۰ تا ۲۰۲۲ خدمت کرد.